# Чудесная девушка
«Чудесная девушка» (англ. The Miracle Woman) — кинофильм режиссёра Фрэнка Капры, вышедший на экраны в 1931 году. Экранизация пьесы Джона Миена и Роберта Рискина «Благослови тебя Бог, сестра» (англ. Bless You Sister).

## Сюжет
Флоренс Фэллон — дочь священника, который много лет прослужил на благо своего прихода, однако стал жертвой интриг и был заменён более молодым кандидатом. Не в силах пережить такой несправедливости, старик умирает, что приводит Флоренс в ярость. Прямо во время службы она обвиняет собравшихся в том, что ничего не сделали ради своего пастора, и уличает их в лицемерии, равнодушии и стяжательстве. Ловкий делец Боб Хорнсби, случайно оказавшийся в церкви, приходит в восторг от пылкости и красноречия девушки и предлагает ей выступать с проповедями. Флоренс, разочарованная в религии и жизни в целом, соглашается. Спустя некоторое время её шоу, включающие постановочные «чудеса», становятся очень популярными. Однажды на одном из представлений появляется молодой человек по имени Джон Карсон, потерявший зрение во время войны. Заинтригованный голосом молодой проповедницы, он решает познакомиться с ней...

## В ролях
- Барбара Стэнвик — Флоренс Фэллон
- Дэвид Мэннерс — Джон Карсон
- Сэм Харди — Боб Хорнсби
- Берил Мерсер — миссис Хиггинс
- Рассел Хоптон — Билл Уэлфорд
- Чарльз Миддлтон — Симпсон
- Эдди Боланд — Коллинз
- Тельма Хилл — Гасси
- Джун Лэнг — певица в церковном хоре (в титрах не указана)